# Giuseppe Azzollini
Giuseppe Azzollini – włoski inżynier, były pracownik Toyota F1, od grudnia 2009 roku pracuje dla Ferrari.

## Życiorys
Giuseppe Azzollini posiada doktorat z aerodynamiki, który zdobył na uniwersytecie w Newcastle, w Australii. Do grudnia 2009 roku był inżynierem CFD, gdy Toyota F1 wycofała się z Formuły 1, Azzollini przeszedł do Scuderia Ferrari, by pracować przy bolidzie Ferrari F10. Włoch pracował przy wersji B bolidu, gdyż wprowadzenie poprawek do zwykłej wersji mogłoby spowodować pogorszenie osiągów bolidu. Kiedy pracował dla Toyota F1 zaprojektował dyfuzor dla Toyota TF110.